# موکبانگ
موکبانگ (به انگلیسی: Mukbang و به کره ای: 먹방) به عنوان برنامه خوردن شناخته می‌شود، یک پخش آنلاین سمعی و بصری است که در آن یک میزبان هنگام تعامل با مخاطب مقدار زیادی غذا مصرف می‌کند. در سال ۲۰۱۰ در کره جنوبی محبوب شد و از آن زمان به یک روند جهانی تبدیل شد. انواع غذاها، از پیتزا گرفته تا نودل، در مقابل دوربین مصرف می‌شوند.
موکبانگ معمولاً از طریق پخش اینترنتی در سیستم عامل‌های جریانی مانند یوتیوب و توییچ از قبل ضبط شده یا مستقیم پخش می‌شود. بر اساس جذابیت جنبه‌های زمان واقعی و تعاملی، نمایش‌های غذا خوردن تأثیر خود را در سیستم عامل‌های پخش اینترنتی گسترش می‌دهند و به عنوان یک جامعه مجازی و محلی برای ارتباط فعال بین کاربران فعال اینترنت فعالیت می‌کنند.

## ریشه کلمه
موکبانگ از ترکیب کلمه‌های (먹는; meogneun) به معنی «خوردن» و (방송; bangsong) به معنی «پخش کردن» به وجود آمده‌است